# Alexandre St-Jean
Alexandre St-Jean (Quebec, 10 mei 1993) is een Canadese langebaanschaatser. Zijn beste afstand is de 1000m.

## Persoonlijke records
| Afstand    | Tijd    | Datum            | Baan           |
| ---------- | ------- | ---------------- | -------------- |
| 500 meter  | 34,46   | 22 november 2015 | Salt Lake City |
| 1000 meter | 1.07,84 | 2 december 2017  | Calgary        |
| 1500 meter | 1.49,39 | 2 januari 2014   | Calgary        |
| 3000 meter | 4.02,12 | 15 augustus 2015 | Calgary        |
| 5000 meter | 9.19,28 | 16 december 2007 | Quebec         |

## Resultaten
| Jaar | WK Sprint             | WK Afstanden | Olympische Spelen | Wereldbeker        |
| ---- | --------------------- | ------------ | ----------------- | ------------------ |
| 2014 | 8e (12e, 10e, 6e, 7e) |              |                   | 45e 500m           |
| 2015 |                       |              |                   | 45e 1000m          |
| 2016 |                       | 6e 1000m     |                   | 13e 500m 11e 1000m |
| 2017 |                       | 12e 1000m    |                   | 47e 500m 17e 1000m |
| 2018 |                       |              | 11e 1000m         | 29e 500m 12e 1000m |
|      |                       |              |                   |                    |
| 2020 |                       | 17e 1000m    |                   | 48e 1000m          |